# الجار
الجار ميناء قديم على البحر الأحمر، كان يعد ميناء المدينة المنورة منذ عصر صدر الإسلام، ازدهر خلال الفترة الإسلامية المبكرة، واندثر الميناء خلال القرن الخامس الهجري.

## موقع الجار
يقع الجار على بعد حوالي 10كم شمال بلدة الرايس بالقرب من ينبع. ويرى بعض الباحثين أن موقع الجار هو ميناء “البريكة” الواقعة بين الرايس وينبع، يقول حمد الجاسر عن الميناء:«ويقع الجار في المكان المعروف الآن باسم الرايس غرب بلدة بدر بميل نحو الشمال، وكان الماء العذب ينتقل إليه من بدر».

## تاريخ ميناء الجار
ويعود تاريخ ميناء الجار لفترة تسبق العصر الإسلامي، وكان الخليفة الثاني عمر بن الخطاب أول من اتخذ الجار ميناء رسميًا للمدينة، وكان الميناء يستقبل المواد الغذائية المرسلة من مصر إلى المدينة، لذلك عد الجار أهم موانئ البحر الأحمر خلال القرون الخمسة الأولى من الهجرة.

## موقع الجار الاثري
يتكون الموقع الأثري في الجار من عدد من التلال الأثرية تقع داخل محيط سور المدينة الذي تظهر ملامحه على السطح، كذلك تظهر على ساحل البحر بقايا ما يعتقد أنه أرصفة الميناء القديم. ويحيط بالمدينة سور من ثلاث جهات فقط، وبني من الحجر الجيري، بينما الجهة الرابعة مفتوحة على البحر. ومن المعتقد أن سور المدينة يتصل بأرصفة الميناء ويشكل معها تحصينًا كاملاً للمدينة. ومن خلال الأعمال التي تمت في الموقع، فقد تم تحديد طبقات أثرية تعود لفترات عصر ما قبل الإسلام والعصر الإسلامي المبكر. كذلك عثر على مواد أثرية أبرزها الفخار والخزف الإسلامي المبكر والخزف الصيني المستورد.
وكما يمكن تمييز أرصفة الميناء التي يمتد بعضها إلى داخل البحر (غبان 1993 : 2 / 18).

## اندثار ميناء الجار
منذ القرن الرابع الهجري ضعف شأن الجار حين اضطراب الأمن في الحجاز بسبب ضعف الحكم. حيث وصفها وصفها ناصر خسرو في القرن الخامس بأنها ميناء وقرية صغيرة. وفي القرن السادس ذكر الإدريسي أنها على ضفة البحر المالح، والمراكب إليها قاصدة ومقلعة وليس بها كبير تجارات  ؛  ، وفي أوئل القرن السابع الهجري حول الأيوبيون فرضة المدينة إلى ينبع مما أدى إلى تدهور الجار ومن ثم خرابها.

## ماذكرة الرحالة والجغرافيون عن الجار

### وصف ابن حوقل
- والجار فرضه المدينة وهي على ثلث مراحل منها على شطّ البحر وهي أصغر من جدّه، وجدّه فرضه لأهل مكّه على مرحلتين منها على شطّ البحر وكانت عامره كثيره التجارات والأموال ولم يكن بالحجاز بعد مكّه أكثر مالا وتجاره منها وكانت تجاراتهم تقوم بالفرس فلمّا أقام بها ابن جعفر الحسنىّ تشتّت أربابها ورزحت أحوالها.[5]

### وصفعرام السلمي
في القرن الثالث الهجري
- وصف ميناء الجار وذكر أن السفن ترفأ إليه من ارض الحبشة ومصر ومن البحرين والصين. وأن الميناء قرية كبيرة آهلة، بها منبر وقصور كثيرة.[6]

### وصف المقدسی
في القرن الرابع
- تقع على ساحل البحر محصّنه بثلاث حيطان والربع البحريّ مفوّه بها دور شاهقه وسوق عامر وأنها خزانه المدينة المنورة وقراها ومدنها يحمل اليهم الماء من بدر والطعام من مصر وليس لجامعهم صحن.[7]

### قال البکری الاندلسی
- بالراء المهملة: هو ساحل المدينة، وهي قرية كثيرة القصور، كثيرة الأهل، على شاطئ البحر فيما يوازى المدينة، ترفأ إليها السّفن من مصر وأرض الحبشة، ومن البحرين والصين؛ ونصفها في جزيرة من البحر، ونصفها في الساحل. وبحذائها قرية في جزيرة من البحر، تكون ميلا في ميل، لا يعبر إليها إلّا في السّفن، وهي مرفأ للحبشة خاصّة، يقال لها قراف، وسكانها تجار، وكذلك سكّان الجار، ويؤتون بالماء على فرسخين من وادى يليل، الذي يصبّ في البحر هناك.[8]
- قال المؤلّف أبو عبيد، هذا قول السّكونى. والصحيح أن يليل يصبّ في غيقة، وغيقة تصبّ في البحر، على ما بيّن في موضعه. وذات السّليم: ماء لبنى صخر بن ضمرة قرب الجار. و حسنى: جبل بين الجار و ودّان، كثيّر:

و كلفى: موضع بين الجار وودّان أيضا، أسفل من الثّنيّة وفوق شقراء؛ قال كثيّر: 
و البزواء: أرض بيضاء مرتفعة، من الساحل بين الجار و ودّان ، يسكنها بنو ضمرة ابن بكر بن عبد مناة بن كنانة، كثيّر: 
- قال ابن الكلبى :

لقى مضاض بن عمرو والجرهمىّ، ميّة بنت مهلهل بالساحل، فقال لها: 
فسمّى الموضع الجار.
قال الحازمي الهمداني :
آخره راءٌ -: مدينه على ساحل البحر بينها وبين المدينة يومٌ وليله، ترفأ إليه السفن من أرض الحبشه ومن البحرين والصين، وبها منبرٌ وهي آهله شرب أهلها من البحيرة، هي عين يليل، وبالجار قصور كثيره، ونصف الجار في جزيرة من البحر، ونصفها على الساحل، وبحذاء الجار قريه في جزيرة من البحر تكون ميلاً في ميل، لا يعبر إليها إلا في السفن، وهي مرسا الحبشه خاصه، يقال لها قراف وسكانها (نجا) كنحو أهل الجار يؤتون بالماء من على فرسخين. ذكر ذلك كله أبو الأشعث الكندي وينسب إليها جماعه من الرواة منهم عمرو ابن سعد الجاري روى عن أبي هريره وغيره، وأبو سعد الجاريّ وغيرهما.
قال ياقوت الحموي :
بتخفيف الراء، وهو الذي تجيره أن يضام:
مدينه على ساحل بحر القلزم، بينها وبين المدينة يوم وليله، وبينها وبين أيله نحو من عشر مراحل، وإلى ساحل الجحفة نحو ثلاث مراحل، وهي في الإقليم الثاني، طولها من جهه المغرب أربع وستون درجه وعشرون دقيقه، وعرضها أربع وعشرون درجه، وهي فرضه ترفأ إليها السفن من أرض الحبشة ومصر وعدن والصين وسائر بلاد الهند، ولها منبر، وهي آهله، وشرب أهلها من البحيرة، وهي عين يليل، وبالجار قصور كثيره، ونصف الجار في جزيرة من البحر ونصفها على الساحل، وبحذاء الجار جزيرة في البحر تكون ميلا في ميل، لا يعبر إليها إلا بالسفن، وهي مرسى الحبشة خاصه، يقال لها قراف، وسكانها تجار كنحو أهل الجار يؤتون بالماء من فرسخين ذكر ذلك كله أبو الأشعث الكندي عن عرّام بن الأصبغ السلمي، وقد سمي ذلك البحر كله الجار، وهو من جدّه إلى قرب مدينه القلزم قال بعض الأعراب:
وينسب إلى الجار جماعه من المحدّثين، منهم: سعد الجاري وفي حديثه اختلاف، وهو سعد بن نوفل مولى عمر بن الخطاب، كان استعمله على الجار، روى عنه ابنه عبد الله، قال أبو عبد الله: أراه الذي روى أبو أسامه عن هشام بن عروه عن سعد مولى عمر بن الخطاب، أوصى أسيد بن حضير إلى عمر أراه والد عبد الرحمن بن عمر، وروى أيضا العقدي عن عبد الملك بن حسن أنه سمع عمرو بن سعد الجاري مولى عمر بن الخطاب وعبد الله بن سعد الجاري، سمع أبا هريره، روى عنه عبد الملك بن حسن قال البخاري: إن لم يكن أخا عمرو بن سعد فلا أدري، وعبد الرحمن بن سعد الجاري، كان بالكوفة، سمع ابن غرّه، روى عنه منصور وحماد بن أبي سليمان قاله وكيع، قال البخاري: أحسبه أخا عمرو ويحيى بن محمد الجاري: قال البخاري: يتكلم فيه وعمر بن راشد الجاري، روى عن ابن أبي ذئب، روى عنه يعقوب ابن سفيان النّسوي، وقال أحمد بن صالح في تاريخه:
يحيى بن أحمد المديني يقال له الجاري من موالي بني الدّؤل من الفرس، وذكر من فضله، وهو من أهل المدينة، كان بالجار زمانا يتّجر ثم سار إلى المدينة، فقال: لقّبوني بالجاري وعيسى بن عبد الرحمن الجاري ضعيف وعبد الملك بن الحسن الجاري الأحول مولى مروان بن الحكم، يروي المراسيل، سمع عمر بن سعد الجاري، روى عنه أبو عامر العقدي.
قال عبد المومن البغدادی :
بتخفيف الراء: مدينه على ساحل بحر القلزم، بينها وبين المدينة يوم وليله، وبينها وبين أيله نحو من عشر مراحل، وإلى ساحل الجحفه نحو ثلاث مراحل، وهي فرضه لأهل المدينة ترفأ إليها السفن، من أرض الحبشة ومصر وعدن ونجد.
و الجار: جزيرة في البحر، يقال لها قراف، ميل في ميل يسكنها تجّار مثل أهل الجار يؤتون بالماء في القرب من فرسخين، وقد يسمّى ذلك البحر كلّه من جدّه إلى مدينه القلزم الجار.
قال الحمیری :
مدينة بالحجاز على ساحل البحر مما يلي المدينة وهي آهلة عامرة كانت قبل هذا مدينة قريبة من جدّه والمراكب إليها قاصدة ومقلعة وليس بها كبير تجارة، ومن الجار إلى جدّه نحو عشرة أيام في البرّ بطول الساحل، والبحر يبعد تارة ويقرب أخرى، وأكثر هذه المراحل في رمال ناشفة وطرق دارسة يستدل فيها بالبحر والجبال. وقالوا: البحر الأعظم من المدينة على ثلاثة أيام وساحلها موضع يقال له الجار، وفيه ترسي المراكب التي تحمل الطعام من مصر، ومدينة الجار مدينة مسوّرة وهي ساحل مدينة النبي صلّى اللّه عليه وسلّم وهي حسنة البناء جدا والبحر يضرب سورها، ولها أسواق ومسجد جامع ولها أحساء خارج المدينة يسقون منها ولهم مواجل لماء المطر، ومنها يصعد من أراد مدينة النبي صلّى اللّه عليه وسلّم، ويخرج أهلها كل يوم إذا فتح باب مدينتها الشرقي إلى باب محني هناك يسمى باب النبي صلّى اللّه عليه وسلّم فيستقبلون بوجوههم المدينة شرقا ويسلمون ويدعون وينصرفون لا بد لهم من ذلك. ومن الجار إلى بدر نحو المشرق إذا أردت المدينة عشرون ميلا. وقال يوما عمر بن الخطاب: خطر على قلبي شهوة الحيتان فركب يرفأ راحلة إلى الجار فسار أربعا وأتى بها، فرأى عمر الراحلة فقال: عذبت بهيمة من البهائم في شهوة عمر، واللّه لا يذوقه عمر.
منها سعد الجاري مولى عمر بن الخطّاب. وقال كعب لعمر: انا نجدك في كتاب اللّه تعالى على باب من أبواب جهنم تمنع الناس أن يقعوا فيها فإذا مت لم يزالوا يقتحمونها إلى يوم القيامة.
قال شُرَّاب :
«ميناء قديم على البحر الأحمر ...و تقع الجار الآن في المكان المعروف اليوم باسم “الرايس” غرب بلدة بدر بميل قليل نحو الشمال. وكان الماء العذب ينقل إليها من بدر.
- وورد في كتاب حدود العالم :

مدينة على ساحل البحر، وهي فرضة المدينة.

## أهم الأحداث التي ارتبطت بميناء الجار
في العام (18هـ) في عهد الخليفة عمر بن الخطاب من مجاعة شديدة وسمي ذلك العام عام الرمادة، وكانت الريح تسفي تراباً كالرمادة، وقد اشتد الجوع بالناس، وضرب الخليفة عمر بن الخطاب أروع الأمثلة في الإيثار وأقسم أن لا يذوق سمناً ولا لبناً ولا لحماً حتى يحيا الناس، وقال: كيف يعنيني شأن الرعية إذا لم يصبني ما أصابهم؟ وكتب إلى أمراء الأمصار يستغيثهم لأهل المدينة ومن حولها، فحمل الطعام من الشام ومصر  ، 
ومن ذلك ما كتب إلى عمرو بن العاص في مصر أن يبعث إليهم الطعام على الإبل، وفي البحر حتى يصل به إلى ساحل الجار، فحمل الطعام إلى القلزم في عشرين مركباً (ثلاثة آلاف إردب) حتى وافى الجار، ولما علم عمر قدم إلى الجار ومعه عدد من أصحاب رسول الله صلى الله عليه وآله وسلم فنظر السفن ثم وكل من قبض ذلك الطعام، وبني قصرين وجعل ذلك الطعام فيهما، ثم أمر زيد بن ثابت أن يكتب الناس على منازلهم وأمره أن يكتب لهم صكاكاً من قراطيس ثم يختم أسافلها.